# Pro Wrestling Illustrated
A Pro Wrestling Illustrated (PWI) é uma revista de wrestling profissional criada em 1979. A empresa reconhece três títulos mundiais no wrestling; dois da WWE (WWE World Championship) e (WWE Universal Championship) e um da TNA (TNA World Heavyweight Championship).

## Prêmios

### Atuais
- Lutador do Ano (1972-presente)
- Mulher do Ano (1972-76, 2000-presente)
- Equipe do Ano (1972-presente)
- Luta do Ano (1972-presente)
- Rivalidade do Ano (1986-presente)
- Lutador Mais Popular do Ano (1972-presente)
- Lutador Mais Odiado do Ano (1972-presente)
- Retorno do Ano (1992-presente)
- Novato do Ano (1972-presente)
- Lutador Que Mais Melhorou no Ano (1978-presente)
- Lutador Inspiração do Ano (1972-presente)
- Prêmio Stanley Weston (1981-presente)

### Desativados
- Lutador Anão do Ano (1972-76)
- Manager do Ano (1972-99)
- Anunciador do Ano (1977)

## PWI 500
A PWI publica desde 1991, uma edição especial, no qual anuncia os 500 melhores wrestlers de cada ano. Abaixo, os dez melhores wrestlers de cada ano.
| Ano  | 1               | 2                 | 3                 | 4                   | 5                   | 6                   | 7                 | 8                   | 9                 | 10                |
| ---- | --------------- | ----------------- | ----------------- | ------------------- | ------------------- | ------------------- | ----------------- | ------------------- | ----------------- | ----------------- |
| 1991 | Hulk Hogan      | Lex Luger         | Ric Flair         | Randy Savage        | Sting               | Scott Steiner       | Ricky Steamboat   | Steve Williams      | Arn Anderson      | Rick Steiner      |
| 1992 | Sting           | Randy Savage      | Ric Flair         | Rick Rude           | Bret Hart           | Ricky Steamboat     | Jerry Lawler      | Scott Steiner       | Ultimate Warrior  | Steve Austin      |
| 1993 | Bret Hart       | Big Van Vader     | Shawn Michaels    | Sting               | Yokozuna            | Ric Flair           | Lex Luger         | Rick Rude           | Mr. Perfect       | Scott Steiner     |
| 1994 | Bret Hart       | Hulk Hogan        | Ric Flair         | Big Van Vader       | Shawn Michaels      | Steve Austin        | Razor Ramon       | Sting               | Ricky Steamboat   | Owen Hart         |
| 1995 | Diesel          | Shawn Michaels    | Sting             | Bret Hart           | Sabu                | Hulk Hogan          | Big Van Vader     | Randy Savage        | Razor Ramon       | Mitsuharu Misawa  |
| 1996 | Shawn Michaels  | The Giant         | Sting             | Kenta Kobashi       | Ahmed Johnson       | Kevin Nash          | Rey Misterio, Jr. | Hulk Hogan          | Sabu              | Ric Flair         |
| 1997 | Dean Malenko    | Mitsuharu Misawa  | Steve Austin      | Diamond Dallas Page | Lex Luger           | The Undertaker      | Shinya Hashimoto  | The Giant           | Jushin Liger      | Chris Benoit      |
| 1998 | Steve Austin    | Goldberg          | Mitsuharu Misawa  | Diamond Dallas Page | The Undertaker      | Kenta Kobashi       | Booker T          | Ken Shamrock        | Jushin Liger      | Chris Jericho     |
| 1999 | Steve Austin    | Rob Van Dam       | Mitsuharu Misawa  | Rey Mysterio, Jr.   | The Rock            | Diamond Dallas Page | Keiji Mutoh       | The Undertaker      | Goldberg          | Taz               |
| 2000 | The Rock        | Davey Boy Smith   | Chris Benoit      | Kenta Kobashi       | Jeff Jarrett        | Justin Credible     | Mike Awesome      | Jushin Liger        | Chris Jericho     | Kensuke Sasaki    |
| 2001 | Kurt Angle      | Steve Austin      | Chris Benoit      | Keiji Mutoh         | Booker T            | Triple H            | Scott Steiner     | Mitsuharu Misawa    | Chris Jericho     | Rhyno             |
| 2002 | Rob Van Dam     | The Undertaker    | Keiji Mutoh       | Chris Jericho       | Eddie Guerrero      | Kurt Angle          | Edge              | Yuji Nagata         | The Rock          | Triple H          |
| 2003 | Brock Lesnar    | Triple H          | Kurt Angle        | Keiji Mutoh         | Chris Jericho       | Big Show            | Booker T          | Kenta Kobashi       | Eddie Guerrero    | Rob Van Dam       |
| 2004 | Chris Benoit    | Eddie Guerrero    | Triple H          | Kenta Kobashi       | Randy Orton         | Toshiaki Kawada     | John Cena         | A.J. Styles         | Shawn Michaels    | Chris Jericho     |
| 2005 | Batista         | John Cena         | Satoshi Kojima    | Triple H            | JBL                 | Kurt Angle          | A.J. Styles       | Edge                | Shelton Benjamin  | Hiroyoshi Tenzan  |
| 2006 | John Cena       | Kurt Angle        | Edge              | Samoa Joe           | Místico             | Rey Mysterio        | Brock Lesnar      | Kenta Kobashi       | Shawn Michaels    | Jeff Jarrett      |
| 2007 | John Cena       | Edge              | Místico           | Kurt Angle          | The Undertaker      | Shawn Michaels      | Christian Cage    | Perro Aguayo Jr.    | Bobby Lashley     | Takeshi Morishima |
| 2008 | Randy Orton     | Kurt Angle        | Triple H          | Samoa Joe           | Edge                | The Undertaker      | Shawn Michaels    | Nigel McGuinness    | John Cena         | Shinsuke Nakamura |
| 2009 | Triple H        | Chris Jericho     | John Cena         | Edge                | Randy Orton         | Nigel McGuiness     | Hiroshi Tanahashi | CM Punk             | Sting             | Ultimo Guerrero   |
| 2010 | AJ Styles       | John Cena         | CM Punk           | Randy Orton         | Chris Jericho       | Batista             | Shinsuke Nakamura | The Undertaker      | Kurt Angle        | Sheamus           |
| 2011 | The Miz         | Randy Orton       | John Cena         | Kane                | Takashi Sugiura     | Alberto Del Rio     | Mr. Anderson      | Rey Mysterio        | Eddie Edwards     | CM Punk           |
| 2012 | CM Punk         | Bobby Roode       | John Cena         | Daniel Bryan        | Sheamus             | Jun Akiyama         | Davey Richards    | Kurt Angle          | Mark Henry        | Alberto Del Rio   |
| 2013 | John Cena       | CM Punk           | Hiroshi Tanahashi | Bully Ray           | Kazuchika Okada     | Sheamus             | Jeff Hardy        | Alberto Del Rio     | Dolph Ziggler     | Kevin Steen       |
| 2014 | Daniel Bryan    | Randy Orton       | John Cena         | AJ Styles           | Kazuchika Okada     | Bray Wyatt          | Roman Reigns      | Magnus              | Adam Cole         | Bully Ray         |
| 2015 | Seth Rollins    | John Cena         | AJ Styles         | Roman Reigns        | Shinsuke Nakamura   | Randy Orton         | Jay Briscoe       | Rusev               | Alberto El Patrón | Kevin Owens       |
| 2016 | Roman Reigns    | Kazuchika Okada   | Finn Bálor        | A.J. Styles         | Jay Lethal          | Kevin Owens         | Shinsuke Nakamura | Seth Rollins        | Dean Ambrose      | John Cena         |
| 2017 | Kazuchika Okada | A.J. Styles       | Kevin Owens       | Roman Reigns        | Kenny Omega         | Shinsuke Nakamura   | Samoa Joe         | Dean Ambrose        | Bobby Roode       | The Miz           |
| 2018 | Kenny Omega     | A.J. Styles       | Kazuchika Okada   | Brock Lesnar        | Seth Rollins        | Braun Strowman      | Roman Reigns      | Cody Rhodes         | Tetsuya Naito     | The Miz           |
| 2019 | Seth Rollins    | Daniel Bryan      | A.J. Styles       | Kofi Kingston       | Kazuchika Okada     | Johnny Gargano      | Roman Reigns      | Kenny Omega         | Hiroshi Tanahashi | Will Ospreay      |
| 2020 | Jon Moxley      | Adam Cole         | Chris Jericho     | Drew McIntyre       | Tetsuya Naito       | Kazuchika Okada     | Cody Rhodes       | Seth Rollins        | Kofi Kingston     | AJ Styles         |
| 2021 | Kenny Omega     | Roman Reigns      | Bobby Lashley     | Drew McIntyre       | Kota Ibushi         | Jon Moxley          | Will Ospreay      | Finn Bálor          | Shingo Takagi     | Rich Swann        |
| 2022 | Roman Reigns    | Kazuchika Okada   | CM Punk           | Adam Page           | Bobby Lashley       | Cody Rhodes         | Bryan Danielson   | El Hijo del Vikingo | Big E             | Jonathan Gresham  |
| 2023 | Seth Rollins    | Roman Reigns      | Jon Moxley        | Gunther             | El Hijo del Vikingo | MJF                 | Kazuchika Okada   | Orange Cassidy      | Josh Alexander    | Cody Rhodes       |
| 2024 | Cody Rhodes     | Swerve Strickland | Will Ospreay      | Seth Rollins        | Tetsuya Naito       | Damian Priest       | MJF               | Jon Moxley          | Gunther           | Místico           |

## PWI Women's 250
A PWI tem publicado uma lista das melhores lutadoras profissionais a cada ano desde 2008 em uma edição especial da revista. Assim como na lista dos lutadores masculinos, os redatores da PWI escolhem a posição da lutadora com base em um período de avaliação designado que começa em meados de junho; qualquer conquista de uma lutadora antes ou depois desse período não é considerada. A lista originalmente era limitada a 50 lutadoras e era chamada de Female 50. Desde então, foi expandida e renomeada para Women's 100 em 2018 e Women's 150 em 2021. Foi expandida e renomeada novamente para Women's 250 em 2023.
| Ano             | 1                   | 2                  | 3                   | 4                   | 5                | 6                   | 7               | 8                  | 9                 | 10                |
| --------------- | ------------------- | ------------------ | ------------------- | ------------------- | ---------------- | ------------------- | --------------- | ------------------ | ----------------- | ----------------- |
| 2008            | Awesome Kong        | Beth Phoenix       | Gail Kim            | Mickie James        | MsChif           | Sara Del Rey        | Roxxi Laveaux   | Melina             | Michelle McCool   | Candice Michelle  |
| 2009            | Mickie James        | Angelina Love      | Melina              | MsChif              | Tara             | Awesome Kong        | Beth Phoenix    | Michelle McCool    | Maryse            | Taylor Wilde      |
| 2010            | Michelle McCool     | Angelina Love      | Mercedes Martinez   | Cheerleader Melissa | Eve Torres       | Madison Rayne       | Beth Phoenix    | Mickie James       | MsChif            | Maryse            |
| 2011            | Madison Rayne       | Mercedes Martinez  | Mickie James        | Natalya             | Madison Rayne    | Cheerleader Melissa | Beth Phoenix    | Tara               | MsChif            | Sara Del Rey      |
| 2012            | Gail Kim            | Beth Phoenix       | Cheerleader Melissa | Sara Del Rey        | Jessicka Havok   | Layla               | Miss Tessmacher | Saraya Knight      | Mercedes Martinez | Tara              |
| 2013            | Cheerleader Melissa | Mickie James       | Paige               | Jessicka Havok      | Kaitlyn          | Gail Kim            | Kacee Carlisle  | Tara               | AJ Lee            | Mercedes Martinez |
| 2014            | Paige               | AJ Lee             | Gail Kim            | Cheerleader Melissa | LuFisto          | Angelina Love       | Ivelisse Velez  | Courtney Rush      | Natalya           | Charlotte         |
| 2015            | Nikki Bella         | Paige              | Sasha Banks         | Santana Garrett     | Gail Kim         | Charlotte           | Naomi           | Cherry Bomb        | Courtney Rush     | Taryn Terrell     |
| 2016            | Charlotte Flair     | Sasha Banks        | Asuka               | Becky Lynch         | Bayley           | Jade                | Natalya         | Gail Kim           | Sexy Star         | Sienna            |
| 2017            | Asuka               | Charlotte Flair    | Alexa Bliss         | Sasha Banks         | Bayley           | Io Shirai           | Natalya         | Sienna             | Naomi             | Kairi Sane        |
| PWI Women's 100 |                     |                    |                     |                     |                  |                     |                 |                    |                   |                   |
| 2018            | Ronda Rousey        | Alexa Bliss        | Charlotte Flair     | Io Shirai           | Asuka            | Shayna Baszler      | Carmella        | Nia Jax            | Mayu Iwatani      | Kairi Sane        |
| 2019            | Becky Lynch         | Charlotte Flair    | Ronda Rousey        | Shayna Baszler      | Tessa Blanchard  | Bayley              | Natalya         | Io Shirai          | Mercedes Martinez | Nicole Savoy      |
| 2020            | Bayley              | Becky Lynch        | Asuka               | Charlotte Flair     | Sasha Banks      | Hikaru Shida        | Tessa Blanchard | Riho               | Io Shirai         | Mayu Iwatani      |
| PWI Women's 150 |                     |                    |                     |                     |                  |                     |                 |                    |                   |                   |
| 2021            | Bianca Belair       | Utami Hayashishita | Deonna Purrazzo     | Britt Baker         | Thunder Rosa     | Sasha Banks         | Syuri           | Io Shirai          | Tam Nakano        | Raquel González   |
| 2022            | Syuri               | Bianca Belair      | Thunder Rosa        | Becky Lynch         | Jade Cargill     | Jordynne Grace      | Saya Kamitani   | Charlotte Flair    | Starlight Kid     | Taya Valkyrie     |
| PWI Women's 250 |                     |                    |                     |                     |                  |                     |                 |                    |                   |                   |
| 2023            | Rhea Ripley         | Giulia             | Bianca Belair       | Jamie Hayter        | Tam Nakano       | Athena              | Deonna Purrazzo | Willow Nightingale | Kamille           | Jordynne Grace    |
| 2024            | Toni Storm          | Jordynne Grace     | Rhea Ripley         | Maika               | Stephanie Vaquer | Sareee              | Bayley          | Willow Nightingale | Mariah May        | Athena            |

### PWI Tag Team 100
A PWI tem publicado uma lista das melhores duplas desde 2020. Os redatores da PWI classificam as duplas com base em um período de avaliação designado que começa em outubro; é necessário um mínimo de 10 lutas ou 4 meses como dupla. O ranking inclui tanto duplas masculinas quanto femininas.
| Ano  | 1                                             | 2                                        | 3                                           | 4                                              | 5                                                        | 6                                              | 7                                                | 8                                                               | 9                                                 | 10                                               |
| ---- | --------------------------------------------- | ---------------------------------------- | ------------------------------------------- | ---------------------------------------------- | -------------------------------------------------------- | ---------------------------------------------- | ------------------------------------------------ | --------------------------------------------------------------- | ------------------------------------------------- | ------------------------------------------------ |
| 2020 | FTR (Dax Harwood & Cash Wheeler)              | Kenny Omega & Adam Page                  | Bayley & Sasha Banks                        | The North (Ethan Page & Josh Alexander)        | The Street Profits (Montez Ford & Angelo Dawkins)        | Guerrillas of Destiny (Tama Tonga & Tanga Loa) | Lucha Bros (Pentagón Jr. & Fénix)                | The New Day (Kofi Kingston, Big E & Xavier Woods)               | The Kabuki Warriors (Asuka & Kairi Sane)          | Roppongi 3K (Sho & Yoh)                          |
| 2021 | The Young Bucks (Matt Jackson & Nick Jackson) | Lucha Bros (Pentagón Jr. & Rey Fénix)    | Dangerous Tekkers (Taichi & Zack Sabre Jr.) | The Usos (Jimmy Uso & Jey Uso)                 | FTR (Dax Harwood & Cash Wheeler)                         | Alto Livello Kabaliwan (Syuri & Giulia)        | Guerrillas of Destiny (Tama Tonga & Tanga Loa)   | Nia Jax & Shayna Baszler                                        | The New Day (Kofi Kingston, Big E & Xavier Woods) | The Good Brothers (Karl Anderson & Luke Gallows) |
| 2022 | The Usos (Jimmy Uso & Jey Uso)                | FTR (Dax Harwood & Cash Wheeler)         | The Briscoes (Jay Briscoe & Mark Briscoe)   | Death Triangle (Pac, Pentagón Jr. & Rey Fénix) | FWC (Hazuki & Koguma)                                    | RK-Bro (Randy Orton & Matt Riddle)             | The Good Brothers (Karl Anderson & Luke Gallows) | The Young Bucks (Matt Jackson & Nick Jackson)                   | The Hex (Allysin Kay & Marti Belle)               | Violence is Forever (Kevin Ku & Dominic Garrini) |
| 2023 | FTR (Dax Harwood & Cash Wheeler)              | Aussie Open (Mark Davis & Kyle Fletcher) | Kevin Owens & Sami Zayn                     | Bishamon (Hirooki Goto & Yoshi-Hashi)          | The Motor City Machine Guns (Alex Shelley & Chris Sabin) | ABC (Ace Austin & Chris Bey)                   | The Acclaimed (Anthony Bowens & Max Caster)      | The Judgment Day (Finn Bálor, Damian Priest & Dominik Mysterio) | Damage CTRL (Bayley, Dakota Kai & Iyo Sky)        | 7Upp (Nanae Takahashi & Yuu)                     |
| 2024 | Bianca Belair & Jade Cargill                  | Nathan Frazer & Axiom                    | Bishamon (Hirooki Goto & Yoshi-Hashi)       | The Young Bucks (Matt Jackson & Nick Jackson)  | TMDK (Mikey Nicholls & Shane Haste)                      | ABC (Ace Austin & Chris Bey)                   | Saito Brothers (Jun Saito & Rei Saito)           | The Bloodline (Solo Sikoa, Tama Tonga, Tonga Loa & Jacob Fatu)  | Crazy Star (Suzu Suzuki & Mei Seira)              | FTR (Dax Harwood & Cash Wheeler)                 |

## Top Cinco
Os cinco melhores wrestlers e duplas da história, escolhidos pela PWI:
|           | 1                                 | 2                                       | 3                                                               | 4                          | 5                                                 |
| --------- | --------------------------------- | --------------------------------------- | --------------------------------------------------------------- | -------------------------- | ------------------------------------------------- |
| Wrestlers | Hulk Hogan                        | The Undertaker                          | The Rock                                                        | Bret Hart                  | Steve Austin                                      |
| Tag Teams | The Road Warriors (Hawk & Animal) | Steiner Brothers (Rick & Scott Steiner) | Fabulous Freebirds (Michael Hayes, Buddy Roberts & Terry Gordy) | Yokozuna & André the Giant | British Bulldogs (Davey Boy Smith & Dynamite Kid) |

## Títulos reconhecidos como títulos mundiais
Abaixo, serão listados os títulos reconhecidos pela PWI como mundiais.
| Título                              | Promoção                       | Tempo como                                                                  |
| ----------------------------------- | ------------------------------ | --------------------------------------------------------------------------- |
| WWE Championship                    | WWE                            | 29 de abril de 1963 – presente                                              |
| WWE Universal Championship          | WWE                            | 25 de julho de 2016 – presente                                              |
| World Heavyweight Championship      | WWE                            | 27 de maio de 2023 - presente                                               |
| AEW World Championship              | All Elite Wrestling (AEW)      | 31 de agosto de 2019 - presente                                             |
| IWGP World Heavyweight Championship | New Japan Pro-Wrestling (NJPW) | 4 de maio de 2021 - presente                                                |
| TNA World Championship              | Total Nonstop Action Wrestling | 17 de Junho de 2007 – 2015 1 de janeiro de 2021 – presente                  |
| ROH World Championship              | Ring of Honor (ROH)            | 1 de janeiro de 2021 – presente                                             |
| NWA World Heavyweight Championship  | National Wrestling Alliance    | 19 de julho de 1948 – 11 de janeiro de 1991 1 de janeiro de 2021 – presente |
| NWA World Heavyweight Championship  | Total Nonstop Action Wrestling | 19 de junho de 2002 – 13 de maio de 2007                                    |
| IWGP Heavyweight Championship       | New Japan Pro-Wrestling (NJPW) | 3 de abril de 2020 - 4 de março de 2021                                     |
| World Heavyweight Championship      | WWE                            | 2 de setembro de 2002 – 16 de dezembro de 2013                              |
| AWA World Heavyweight Championship  | American Wrestling Association | 9 de janeiro de 1959 – 12 de dezembro de 1990                               |
| ECW World Heavyweight Championship  | Extreme Championship Wrestling | 6 de julho de 1999 – 11 de abril de 2001                                    |
| WCW World Heavyweight Championship  | World Championship Wrestling   | 11 de janeiro de 1991 – 26 de março de 2001                                 |
| WCW World Heavyweight Championship  | World Wrestling Entertainment  | 26 de março de 2001 – 9 de dezembro de 2001                                 |